# Conotrachelus subsetosus
Conotrachelus subsetosus – gatunek chrząszcza z rodziny ryjkowcowatych.

## Zasięg występowania
Ameryka Południowa, występuje w Boliwii oraz Brazylii.

## Budowa ciała
Przednia krawędź pokryw nieznacznie szersza od przedplecza. Na ich powierzchni wyraźne podłużne żeberkowanie oraz gęste podłużne punktowanie. Przedplecze niemal prostokątne w zarysie w tylnej części i nieznaczne ale ostro zwężone z przodu, grubo punktowane. Na pokrywach rzadka, długa jasna szczecinka.
Ubarwienie ciała czarne, połyskujące z jasnymi, kremowobrązowymi plamami przy przedniej krawędzi pokryw.